# EEF1B2
EEF1B2 (англ. Eukaryotic translation elongation factor 1 beta 2) – білок, який кодується однойменним геном, розташованим у людей на короткому плечі 2-ї хромосоми.  Довжина поліпептидного ланцюга білка становить 225 амінокислот, а молекулярна маса — 24 764.
| 10         |  | 20         |  | 30         |  | 40         |  | 50         |
| ---------- |  | ---------- |  | ---------- |  | ---------- |  | ---------- |
| MGFGDLKSPA |  | GLQVLNDYLA |  | DKSYIEGYVP |  | SQADVAVFEA |  | VSSPPPADLC |
| HALRWYNHIK |  | SYEKEKASLP |  | GVKKALGKYG |  | PADVEDTTGS |  | GATDSKDDDD |
| IDLFGSDDEE |  | ESEEAKRLRE |  | ERLAQYESKK |  | AKKPALVAKS |  | SILLDVKPWD |
| DETDMAKLEE |  | CVRSIQADGL |  | VWGSSKLVPV |  | GYGIKKLQIQ |  | CVVEDDKVGT |
| DMLEEQITAF |  | EDYVQSMDVA |  | AFNKI      |  |            |  |            |

A: Аланін

C: Цистеїн

D: Аспарагінова кислота

E: Глутамінова кислота

F: Фенілаланін

G: Гліцин

H: Гістидин

I: Ізолейцин

K: Лізин

L: Лейцин

M: Метіонін

N: Аспарагін

P: Пролін

Q: Глутамін

R: Аргінін

S: Серин

T: Треонін

V: Валін

W: Триптофан

Кодований геном білок за функцією належить до факторів елонгації. 
Задіяний у такому біологічному процесі як біосинтез білка. 